# Bosco Carneiro
João Bosco Carneiro Júnior (João Pessoa, 8 de novembro de 1966) é um político e advogado brasileiro, atualmente filiado ao Republicanos.

## Biografia
Filho do promotor João Bosco Carneiro, iniciou sua carreira política em 1998, sendo eleito prefeito de Alagoa Grande aos 22 anos, pelo PMDB, com 6.129 votos. Exerceu novamente o cargo entre 2009 e 2012.
Em 2018, foi reeleito deputado estadual para a 19ª legislatura (2019-2023) da Assembleia Legislativa da Paraíba, onde já esteve entre 2003 e 2007, voltando em 2014 (pelo PSL, sendo o candidato eleito com a menor votação). Em fevereiro de 2022, teve seu mandato impugnado pelo Ministério Público Eleitoral juntamente com Chió (REDE) e Érico Djan (na época filiado também ao Cidadania e atualmente no Solidariedade) após uma ação da coligação "Força da Esperança 2", que acusava os 3 deputados de terem cometido fraude eleitoral ao utilizarem candidaturas "laranjas" para obter 30% de cota feminina (o mínimo exigido pelo TSE).
Em março de 2022, deixou o Cidadania e filiou-se ao Republicanos.